# Североафриканская кампания
Се́вероафрика́нская кампа́ния, или Война в Северной Африке (10 июня 1940 года — 13 мая 1943 года) — военные действия между англо-американскими и итало-немецкими войсками в Северной Африке — на территории Египта и Магриба во время Второй мировой войны.
Боевые действия в Африке южнее Сахары — в Восточной, Западной и Центральной Африке рассматриваются отдельно в статье «Африканский театр военных действий». На территории Тропической Африки боевые действия велись отдельно от Североафриканской кампании — войсками союзников по антигитлеровской коалиции против итальянских войск (Эфиопия, Джибути, Эритрея и Сомали), и против французских войск правительства Виши (Габон, Сенегал, Чад, Мадагаскар, Реюньон)
В сентябре 1940 года — октябре 1942 года в Северной Африке бои шли с переменным успехом. 23 октября 1942 года 8-я британская армия генерала Монтгомери перешла в наступление, прорвала фронт итало-немецких войск под Эль-Аламейном. Одновременно в Касабланке (Марокко) и Алжире (Алжир) высадились американские войска под командованием генерала Эйзенхауэра. Итало-немецкие войска были отброшены в Тунис и капитулировали на полуострове Бон 13 мая 1943 года.

## Предыстория конфликта
К началу Второй мировой войны по меньшей мере уже полтора столетия не утихало соперничество колониальных держав за господство в северной Африке. Стратегическую роль, которую этот регион мог бы сыграть в случае возникновения европейского или мирового конфликта, нельзя было сбрасывать со счетов. Несмотря на то, что Северная Африка практически не располагала никакими природными ресурсами, необходимыми для ведения современной войны (ливийскую нефть тогда ещё не нашли), она имела большое стратегическое значение: сторона, имевшая там свои военные базы, была способна «перекрыть» и водные, и сухопутные пути в Индию, Малайю, а также в британские доминионы — Австралию и Новую Зеландию. То же самое можно сказать и о путях, связывавших черноморские порты со Средиземным морем и с Атлантикой. В межвоенные годы стремительно стала возрастать роль нефтяных месторождений, открытых и эксплуатировавшихся британскими компаниями в Ираке и Иране. С тех пор, как в начале XX века утихли споры Англии и Франции о колониях, вплоть до 1930-х годов ничто не угрожало морскому пути в Индию и к другим колониям.
Но в 1935 году Италия решилась на захват Эфиопии, использовав для достижения этой цели свои базы в Эритрее и Итальянском Сомали. Спустя год Италия успешно овладела этой страной, а в результате коммуникации Великобритании на значительном отрезке морского пути в Индию оказались под возможным ударом. Кроме того, Италия располагала военно-морскими и военно-воздушными базами в средиземноморской зоне — в Ливии, на юге Апеннинского полуострова, а также на Родосе и других островах архипелага Додеканес. А во время гражданской войны в Испании 1936—1939 гг. итальянские вооружённые силы обосновались на Балеарских островах.
Таким образом, к 1940 году конфликт уже вполне назрел, и обе стороны чувствовали себя в северо-восточной Африке достаточно уверенно, хотя каждая и на свой лад. Англичане располагали системой баз, охранявших судоходный путь в Индию и нефтеносные районы Ближнего Востока. А итальянцы, благодаря тому, что тут проходил этот морской путь, уже могли в любой момент его перерезать, причём не в одном, а в нескольких местах.

## Расстановка сил

### Итальянские войска
В Северной Африке находились две армии: 5-я армия во главе с генералом Итало Гарибольди (восемь итальянских дивизий и одна ливийская) и 10-я армия, расквартированная в Восточной Киренаике во главе с генералом Гвиди (одна ливийская и четыре итальянские дивизии, из них две — чернорубашечники). Общее количество войск составляло: 236 тыс. человек, 1800 орудий и 315 самолётов. Главнокомандующим этой группировки был маршал Итало Бальбо, генерал-губернатор Ливии. Техническое отставание итальянской экономики во многих областях сказывалось и на армии. Практически все типы танков и бронемашин, которыми она была оснащена, уступали британским танкам и бронеавтомобилям в скорости, вооружении и качестве брони.

### Британские войска
К 10 июня 1940 войска Великобритании, включая части доминионов и колоний, оказались рассредоточены на большой территории: 66 тыс. — в Египте (в том числе 30 тыс. египтян), 27,5 тыс. — в Кении, около 1,5 тыс. — в Британском Сомали, 2,5 тыс. — в Адене. В составе войск, дислоцировавшихся в Судане, Сомали и Кении, не было ни танков, ни противотанковой артиллерии. Военно-воздушные силы Англии, имевшие в Египте и Палестине 168 самолётов, а в Адене, Кении и Судане — лишь 85 самолётов, значительно уступали итальянской авиации.
Главнокомандующим британских войск на Ближнем Востоке был генерал Арчибальд Персиваль Уэйвелл.

## Итальянское наступление (1940)
10 июня 1940 года Италия объявила войну Великобритании и Франции. Начиная с 11 июня, генерал Уэйвелл предпринял тактику беспокоящих противника атак, а 14 июня британцы захватили форты Капуццо и Маддалена. В стычках на границе итальянцы в течение трёх первых месяцев войны потеряли убитыми, ранеными и пленными 3500 человек, а британцы только 150. Тогда же погиб и маршал Бальбо: 28 июня итальянские зенитчики по ошибке сбили заходивший на посадку в Тобруке самолёт, на котором он летел. Его сменил маршал Родольфо Грациани.
Войска маршала Грациани двинулись на восток 13 сентября. Части генерала О’Коннора неторопливо отходили, уступая численно превосходящему противнику, но стремились причинить ему артиллерийским огнём как можно больший урон. 16 сентября итальянские войска заняли Сиди-Баррани и дальше не пошли — окопались и заняли оборону и тем самым завершили своё наступление. Следующие два с половиной месяца они готовились к продолжению наступления, а британцы к контрнаступлению.
Тем не менее, британские войска продолжали отступать и остановились только у Мерса-Матрух. В результате между воюющими сторонами образовался разрыв в 130 километров (80 миль). Британское командование избегало открытого боя, учитывая малочисленность своих сил. Грациани приостановил наступление в ожидании начала итало-греческой войны, чтобы затем возобновить его в направлении к Суэцкому каналу. Он считал, что британское руководство будет отвлечено событиями в Греции, ослабят своё внимание к Египту, что это позволит итальянским войскам без особых усилий захватить Суэцкий канал. Положение в Египте стабилизировалось. После захвата итальянцами Сиди-Баррани в течение почти трёх месяцев активных боевых действий не происходило.
Серьёзные неудачи Италии в предпринятой ею войне против Греции не могли не отразиться на её положении в Африке. Изменилась для Италии и обстановка на Средиземном море.
«…Понадобилось всего несколько месяцев,— замечает гитлеровский адмирал Руге,— чтобы разоблачить перед всем миром военную слабость и политическую неустойчивость Италии. Отрицательные последствия этого для ведения войны державами оси не заставили себя ждать».
Неудачи Италии позволили британскому командованию принять более эффективные меры для обеспечения безопасности Суэцкого канала. Уэйвелл решился на атаку, которую он в своём приказе именовал «налётом крупными силами с ограниченной целью». Британским частям ставилась задача оттеснить итало-фашистские войска за пределы Египта и в случае удачи преследовать их до Эс-Саллума. Дальнейшее продвижение штаб Уэйвелла не планировал.

## Первое английское наступление (декабрь 1940 — февраль 1941)
Утром 9 декабря 1940 года небольшие британские силы при поддержке 72 орудий атаковали Нибейву с фронта и отвлекли на себя внимание итальянского гарнизона. Тем временем части 7-й бронетанковой дивизии прошли через незащищенный участок между Бир-Сафафи и Нибейвой и напали с тыла на итальянский лагерь в Нибейве. Атака английских войск застала итальянский гарнизон врасплох. Итальянские генералы, охваченные паникой, не смогли организовать должного сопротивления.
Боевой дух итальянских войск был так низок, что 16 декабря они без боя оставили Эс-Саллум, Хальфайю и всю цепь фортов, выстроенных ими на границе Ливийского плато. План наступления войск Грациани на дельту Нила провалился. При такой обстановке британские потери были незначительными.
К началу 1941 британские войска добились значительных успехов, 22 января 1941 г. был взят Тобрук. Однако 10 февраля 1941 года британский штаб отдал приказ о приостановлении продвижения войск у Эль-Агейлы.
Опасность полного вытеснения из Северной Африки для Италии миновала, хотя она всё же потеряла все свои колонии в Восточной Африке.
Однако германское командование заняло выжидательную позицию по отношению к Италии. Германия решила воспользоваться ослаблением итальянских сил в Ливии, чтобы, оказав им помощь, создать в Северной Африке стратегический плацдарм, необходимый в дальнейшем для захвата всей Африки. К тому же захват Египта и Суэцкого канала также входил в интересы Германии.
В течение февраля 1941 года в Ливию были переброшены германские войска под командованием генерала Роммеля. Однако британцы не обратили особого внимания на переброску в Ливию крупного контингента германских войск.
Поспешное отступление итальянских войск было приостановлено в середине февраля 1941 года. Итало-германские объединённые силы стали продвигаться обратно к Эль-Агейле и 22 февраля встретились с британскими войсками, расположившимися в Эль-Агейле и на восточной границе пустыни Сирт.

## Первое наступление Роммеля (март — апрель 1941)
Немецкая разведка установила, что британцы имеют у Эль-Агейлы всего лишь две бронетанковых бригады 2-й бронетанковой дивизии, разбросанные на широком фронте отдельными отрядами и разобщённые между собой, а в районе Бенгази находятся части 9-й австралийской дивизии, составлявшие основные британские силы в Западной Киренаике. Германское командование воспользовалось столь благоприятным случаем и 31 марта нанесло британцам удар, оказавшийся внезапным. Одна бронетанковая бригада была застигнута врасплох и полностью уничтожена.
В ночь на 4 апреля итало-германские войска без боя заняли Бенгази, а 10 апреля подошли к Тобруку, который на другой же день был ими окружён. Попытки итало-немецких войск овладеть Тобруком с ходу успеха не имели, и им пришлось направить свои основные силы в сторону Египта. 12 апреля войска вступили в Бардию, 15 апреля заняли Сиди-Омар, Эс-Саллум, проход Хальфайя, оазис Джарабуб. На этом их продвижение остановилось.
В июне 1941 года английское командование предприняло попытку деблокировать Тобрук крупными силами. Однако штаб Уэйвелла не сумел сохранить в тайне замыслы своего главнокомандующего, и они стали известны противнику.
15 июня 1941 года в районе Эс-Саллума и форта Ридотта-Капуццо началась атака британских войск, отбивших у немцев несколько населённых пунктов. В ночь на 18 июня немецкие танковые части снова заняли Сиди-Омар. В этом районе наступление германских войск было прекращено. Итало-немецкое командование для продолжения войны в Северной Африке не имело резервов, поскольку все основные силы Германии уже были сосредоточены для борьбы против Советского Союза.

## Второе наступление союзников (ноябрь 1941)
Британская 8-я армия начала 18 ноября 1941 г. своё второе наступление в Киренаике — операцию «Крусейдер» (Крестоносец), целью которой было отбросить Роммеля в Триполитанию. Наступление англичан остановилось 31 декабря в районе Эль-Агейлы (граница Триполитании и Киренаики).

## Второе наступление Роммеля (май — август 1942)
С 26 на 27 мая 1942 года Роммель перешёл в наступление, атаковал британские позиции на «линии Газала» к западу от Тобрука, и прорвал оборону британцев. С 26 мая по 11 июня войска Сражающейся Франции успешно обороняли форт Бир-Хакейм к югу от Тобрука от превосходящих войск противника. 11 июня французские части, как и вся 8-я британская армия, получили приказ отступать в Египет. 20 июня немецко-итальянские войска захватили Тобрук.
В июле 1942 года Роммель получил серьёзное подкрепление — дислоцировавшаяся на Крите крепостная дивизия была преобразована 16 августа в механизированное соединение, 164-ю лёгкую дивизию «Африка» в составе 125-го (с 1943 г. — механизированный полк «Африка»), 382-го и 433-го механизированных полков, 220-го артиллерийского полка, 154-го бронеразведывательного (с 1943 г. — 220-го моторизованного) батальона и моторизованных подразделений обеспечения.
1 июля 8-я армия остановила Роммеля под Эль-Аламейном. До 27 июля Роммель безуспешно пытался прорвать оборону союзников. Тем не менее премьер-министр Черчилль решил сместить с должности британского главнокомандующего в Северной Африке. 15 августа вместо генерала Клода Окинлека был назначен генерал Харольд Александер. 8-ю армию возглавил генерал Монтгомери.
С 31 августа по 5 сентября Роммель возобновил атаки в районе Алам-Хальфа под Эль-Аламейном, но Монтгомери их успешно отразил.

## Третье наступление союзников (октябрь 1942 — май 1943)
23 октября 1942 британские войска под командованием генерала Монтгомери перешли в наступление против итало-немецких войск и в начале ноября прорвали оборону противника в районе Эль-Аламейна. 2 ноября британские войска прорвали оборону противника, и германо-итальянская танковая армия «Африка» была вынуждена отступать под ударами противника через всю Ливию. В ходе преследования английские войска 13 ноября заняли город Тобрук, 27 ноября — Эль-Агейлу, 23 января 1943 — Триполи и в 1-й половине февраля подошли к линии Марет западнее границы Туниса с Ливией.
8 ноября 1942 американо-английские дивизии под командованием генерала Эйзенхауэра начали высадку в Алжире, Оране и Касабланке. К концу ноября англо-американские войска заняли Марокко и Алжир, вступили в Тунис и подошли к городам Бизерта и Тунис. Преследуемые 8-й британской армией, немецко-итальянские войска остановились 15 февраля 1943 г. только на линии Марет, располагавшейся в Тунисе в 100 милях от границы с Ливией. 19 февраля Роммель нанёс удар по американским войскам в районе перевала Кассерин, но союзники отразили атаку, контратаковали и к концу февраля Роммель отступил, после чего его отозвали в Германию, а пост командующего войсками стран оси в Северной Африке занял генерал-полковник фон Арним. 21 марта 1943 англо-американские войска начали наступление с юга на линию Марет и с запада в районе Макнаси и прорвали оборону итало-немецких войск, которые в начале апреля отошли к городу Тунис. 7 мая союзники захватили города Бизерта и Тунис. 13 мая 1943 года итало-немецкие войска, окружённые на полуострове Бон, (250 тыс. человек) капитулировали. Позже эта цифра была поставлена под сомнение. «Штаб Генерала Александера в донесении Эйзенхауэру 12 мая сообщал, что число пленных с 5 мая достигло 100,000 чел. Предполагалось, что к концу боев цифра возрастет до 130.000 чел. В более позднем донесении говорилось, что число пленных составило 150,000 человек.» Английский историк А.Тэйлор писал:«Союзники взяли в плен 130,000 чел, но в послевоенных отчетах эта цифра выросла до 250,000 человек.» В своей книге В. И. Головушкин пишет: «Разведка союзников полагала, что у противника 150,000 солдат, однако не приняла во внимание тыловые подразделения, гражданскую и военную администрацию Триполитании, которая тоже бежала в Тунис. Не отсюда ли взята цифра в 250,000 человек? Однако штаб группы „Африка“ в донесении в Рим 2 мая указывал общую численность Итало-Немецких войск в 170—180,000 человек. А ведь это было до начала тяжелых боев в последнюю неделю кампании. Таким образом трудно понять, почему число пленных в полтора раза превышает численность немецких войск. Может просто кому-то хотелось преувеличить значение этой победы?» В целом же занятие союзниками Северной Африки резко ухудшило и без того тяжёлое стратегическое положение стран оси в Средиземном море.

## Итоги
- В связи с поражением под Эль-Аламейном в 1942 году планы германского командования по блокированию Суэцкого канала и получению контроля над ближневосточной нефтью были разрушены.
- После ликвидации немецко-итальянских войск в Северной Африке вторжение англо-американских войск в Италию стало неизбежным.
- Разгром итальянских войск в Северной Африке привел к усилению пораженческих настроений в Италии, свержению режима Муссолини и выходу Италии из войны.